# The Slickers
I The Slickers furono un gruppo giamaicano di musica reggae attivo tra la fine degli anni sessanta e per tutti gli anni settanta.
Il gruppo è noto per la canzone Johnny Too Bad, canzone che fece parte della colonna sonora del film Più duro è, più forte cade (The Harder They Come) e che fu cantata con testi aggiuntivi da John Martyn sul suo album Grace and Danger e di cui ne fecero una cover il gruppo reggae inglese UB40.
Il gruppo ruotava intorno a Derrick Crooks, già tra i membri fondatori dei The Pioneers insieme a suo fratello Sydney.
Verso la metà degli anni 1960, The Slickers erano composti dei fratelli Crooks e da Winston Bailey. Derrick era l'unico membro costante con Abraham Green che si unisce ai fratelli Crooks al momento di realizzare Johnny Too Bad. Gli Slickers sono stati spesso erroneamente visti come un semplice alias dei The Pioneers a causa dei loro stili vocali molto simili.
A seguito del successo di Johnny Too Bad The Slickers fecero un tour nel Regno Unito e negli Stati Uniti, tour che durò fino al 1979, quando registrarono l'album Breakthrough, prima dello scioglimento.

## Albums
- Many Rivers to Cross (1976)
- Breakthrough (1979)